# 2003年
2003年（2003 ねん）は、西暦（グレゴリオ暦）による、水曜日から始まる平年。平成15年。
この項目では、国際的な視点に基づいた2003年について記載する。

## 他の紀年法
- 干支：癸未（みずのと ひつじ）
- 日本（月日は一致）
  - 平成15年
  - 皇紀2663年
- 大韓民国（月日は一致）
  - 檀紀4336年
- 中華民国（月日は一致）
  - 中華民国92年
- 朝鮮民主主義人民共和国（月日は一致）
  - 主体92年
- 仏滅紀元：2545年 - 2546年
- イスラム暦：1423年10月27日 - 1424年11月7日
- ユダヤ暦：5763年4月27日 - 5764年4月6日
- Unix Time：1041379200 - 1072915199
- 修正ユリウス日 (MJD)：52640 - 53004
- リリウス日 (LD)：153481 - 153845

## カレンダー
| 1月 |    |    |    |    |    |    |
| 日  | 月 | 火 | 水 | 木 | 金 | 土 |
|     |    |    | 1  | 2  | 3  | 4  |
| 5   | 6  | 7  | 8  | 9  | 10 | 11 |
| 12  | 13 | 14 | 15 | 16 | 17 | 18 |
| 19  | 20 | 21 | 22 | 23 | 24 | 25 |
| 26  | 27 | 28 | 29 | 30 | 31 |    |
|     |    |    |    |    |    |    |

| 2月 |    |    |    |    |    |    |
| 日  | 月 | 火 | 水 | 木 | 金 | 土 |
|     |    |    |    |    |    | 1  |
| 2   | 3  | 4  | 5  | 6  | 7  | 8  |
| 9   | 10 | 11 | 12 | 13 | 14 | 15 |
| 16  | 17 | 18 | 19 | 20 | 21 | 22 |
| 23  | 24 | 25 | 26 | 27 | 28 |    |
|     |    |    |    |    |    |    |

| 3月 |    |    |    |    |    |    |
| 日  | 月 | 火 | 水 | 木 | 金 | 土 |
|     |    |    |    |    |    | 1  |
| 2   | 3  | 4  | 5  | 6  | 7  | 8  |
| 9   | 10 | 11 | 12 | 13 | 14 | 15 |
| 16  | 17 | 18 | 19 | 20 | 21 | 22 |
| 23  | 24 | 25 | 26 | 27 | 28 | 29 |
| 30  | 31 |    |    |    |    |    |
|     |    |    |    |    |    |    |

| 4月 |    |    |    |    |    |    |
| 日  | 月 | 火 | 水 | 木 | 金 | 土 |
|     |    | 1  | 2  | 3  | 4  | 5  |
| 6   | 7  | 8  | 9  | 10 | 11 | 12 |
| 13  | 14 | 15 | 16 | 17 | 18 | 19 |
| 20  | 21 | 22 | 23 | 24 | 25 | 26 |
| 27  | 28 | 29 | 30 |    |    |    |
|     |    |    |    |    |    |    |

| 5月 |    |    |    |    |    |    |
| 日  | 月 | 火 | 水 | 木 | 金 | 土 |
|     |    |    |    | 1  | 2  | 3  |
| 4   | 5  | 6  | 7  | 8  | 9  | 10 |
| 11  | 12 | 13 | 14 | 15 | 16 | 17 |
| 18  | 19 | 20 | 21 | 22 | 23 | 24 |
| 25  | 26 | 27 | 28 | 29 | 30 | 31 |
|     |    |    |    |    |    |    |

| 6月 |    |    |    |    |    |    |
| 日  | 月 | 火 | 水 | 木 | 金 | 土 |
| 1   | 2  | 3  | 4  | 5  | 6  | 7  |
| 8   | 9  | 10 | 11 | 12 | 13 | 14 |
| 15  | 16 | 17 | 18 | 19 | 20 | 21 |
| 22  | 23 | 24 | 25 | 26 | 27 | 28 |
| 29  | 30 |    |    |    |    |    |
|     |    |    |    |    |    |    |

| 7月 |    |    |    |    |    |    |
| 日  | 月 | 火 | 水 | 木 | 金 | 土 |
|     |    | 1  | 2  | 3  | 4  | 5  |
| 6   | 7  | 8  | 9  | 10 | 11 | 12 |
| 13  | 14 | 15 | 16 | 17 | 18 | 19 |
| 20  | 21 | 22 | 23 | 24 | 25 | 26 |
| 27  | 28 | 29 | 30 | 31 |    |    |
|     |    |    |    |    |    |    |

| 8月 |    |    |    |    |    |    |
| 日  | 月 | 火 | 水 | 木 | 金 | 土 |
|     |    |    |    |    | 1  | 2  |
| 3   | 4  | 5  | 6  | 7  | 8  | 9  |
| 10  | 11 | 12 | 13 | 14 | 15 | 16 |
| 17  | 18 | 19 | 20 | 21 | 22 | 23 |
| 24  | 25 | 26 | 27 | 28 | 29 | 30 |
| 31  |    |    |    |    |    |    |
|     |    |    |    |    |    |    |

| 9月 |    |    |    |    |    |    |
| 日  | 月 | 火 | 水 | 木 | 金 | 土 |
|     | 1  | 2  | 3  | 4  | 5  | 6  |
| 7   | 8  | 9  | 10 | 11 | 12 | 13 |
| 14  | 15 | 16 | 17 | 18 | 19 | 20 |
| 21  | 22 | 23 | 24 | 25 | 26 | 27 |
| 28  | 29 | 30 |    |    |    |    |
|     |    |    |    |    |    |    |

| 10月 |    |    |    |    |    |    |
| 日   | 月 | 火 | 水 | 木 | 金 | 土 |
|      |    |    | 1  | 2  | 3  | 4  |
| 5    | 6  | 7  | 8  | 9  | 10 | 11 |
| 12   | 13 | 14 | 15 | 16 | 17 | 18 |
| 19   | 20 | 21 | 22 | 23 | 24 | 25 |
| 26   | 27 | 28 | 29 | 30 | 31 |    |
|      |    |    |    |    |    |    |

| 11月 |    |    |    |    |    |    |
| 日   | 月 | 火 | 水 | 木 | 金 | 土 |
|      |    |    |    |    |    | 1  |
| 2    | 3  | 4  | 5  | 6  | 7  | 8  |
| 9    | 10 | 11 | 12 | 13 | 14 | 15 |
| 16   | 17 | 18 | 19 | 20 | 21 | 22 |
| 23   | 24 | 25 | 26 | 27 | 28 | 29 |
| 30   |    |    |    |    |    |    |
|      |    |    |    |    |    |    |

| 12月 |    |    |    |    |    |    |
| 日   | 月 | 火 | 水 | 木 | 金 | 土 |
|      | 1  | 2  | 3  | 4  | 5  | 6  |
| 7    | 8  | 9  | 10 | 11 | 12 | 13 |
| 14   | 15 | 16 | 17 | 18 | 19 | 20 |
| 21   | 22 | 23 | 24 | 25 | 26 | 27 |
| 28   | 29 | 30 | 31 |    |    |    |
|      |    |    |    |    |    |    |

## できごと

### 1月
- 1月10日 - 北朝鮮が核拡散防止条約 (NPT) 脱退を宣言[1]。

### 2月
- 2月1日
  - NASA、スペースシャトル・コロンビアが帰還のため大気圏突入後、テキサス州上空で空中分解、墜落。宇宙飛行士7名全員死亡（コロンビア号空中分解事故）。
  - ニース条約が発効。
- 2月5日 - ユーゴスラビア連邦共和国がセルビア・モンテネグロに改称。
- 2月18日 - 韓国で大邱地下鉄放火事件が発生。192人が死亡。
- 2月24日
  - ノラ・ジョーンズが第45回グラミー賞の主要4部門を含む8部門で受賞（現地時間は2月23日）。
  - 北朝鮮が地対艦ミサイルを日本海に向け発射。

### 3月
- 3月12日 - セルビアの首相ゾラン・ジンジッチが暗殺される。（ゾラン・ジンジッチ暗殺事件（英語版））
- 3月19日 - アメリカ・イギリス・オーストラリア・ポーランド・ペシュメルガによるイラク侵攻作戦開始（イラク戦争開戦）。
- 3月頃から - 中国で新型肺炎SARSが大流行。

### 4月
- 4月1日 - 俳優・レスリー・チャンが飛び降り自殺。
- 4月4日 - SARS（重症急性呼吸器症候群）が、新感染症に指定され、7月の終息宣言までに32ヶ国で患者774人が死亡。
- 4月14日 - 国際ヒトゲノム計画によってヒトゲノム解読の全作業を完了。
- 4月28日 - アメリカ合衆国でiTunes Music Storeが開始される。20万曲を用意、楽曲の価格は1曲一律1ドル。

### 5月
- 5月9日 - 小惑星探査機はやぶさがM-V5号機によって内之浦宇宙空間観測所から打ち上げられる。
- 5月10日〜11日 - リトアニアでEU加盟をめぐる国民投票が実施。投票者の91.1%がEU加盟を支持。

### 6月
- 6月2日 - Windows Server 2003が発売される。
- 6月6日 - 盧武鉉韓国大統領が国賓として来日、天皇と会見（〜9日）。

### 7月
- 7月1日 - 香港「七一遊行」で50万人がデモ行進、基本法23條に対する抗議。
- 7月2日 - プラハで開かれた第115回IOC総会で2010年の冬季オリンピックの開催地がバンクーバーに決定。
- 7月10日 - 香港新界で屯門公路2階建てバス転落事故が発生。死者21人、負傷者20人。
- 7月12日 - 米原子力空母ロナルド・レーガンが就役。存命中の元米大統領の名が空母に命名されるのは史上初。
- 7月12日〜27日 - 第10回世界水泳選手権（スペインバルセロナ）
- 7月13日 - イラクの暫定統治機関としてイラク統治評議会が設置される。
- 7月15日 - AOLタイム・ワーナーは社内のネットスケープ部門を解体、同日にMozilla Foundationが設立される。
- 7月26日 - 日本でイラク復興支援特別措置法が成立。
- 7月30日 - メキシコ工場でフォルクスワーゲン・タイプ1の生産が終了し、65年の歴史に幕を下ろす。

### 8月
- 8月1日 - 北朝鮮の地下放送「救国の声」が放送中止。
- 8月2日 - アメリカのファンタジー映画「パイレーツ・オブ・カリビアン/呪われた海賊たち」が公開。
- 8月6日 - 上海協力機構加盟五カ国（中国・ロシア・ウズベキスタン・キルギスタン・タジキスタン）がテロ対策を目的とした合同軍事演習を実施。（8月12日まで）
- 8月14日 - アメリカ・カナダで東部を中心に大規模な停電（2003年北アメリカ大停電、BLACKOUT 2003）。
- 8月28日 - アメリカでピザ配達人爆死事件が起こる。
- 8月29日 - フランスで記録的な猛暑により全土での死者が11000人以上と発表される。

### 9月
- 9月5日 - 米ディズニーランドで「ビッグサンダーマウンテン」（ローラーコースター）が脱線。1人死亡、10人が負傷。
- 9月16日 - 名古屋立てこもり放火事件
- 9月20日 - G7財相会議開催。
- 9月28日 - イタリアで大規模停電。

### 10月
- 10月1日 - 宇宙航空研究開発機構 (JAXA) が発足。
- 10月7日 - カリフォルニア州知事に俳優・アーノルド・シュワルツェネッガーが当選。
- 10月15日 - 中国が初の有人宇宙船「神舟5号」の打ち上げに成功。
- 10月19日
  - マザー・テレサがカトリック教会の福者に列せられる。
  - スティルインラブが中央競馬クラシック牝馬三冠を達成。
- 10月24日 - Mac OS X v10.3 Pantherが発売される。
- 10月31日
  - マレーシアの首相マハティール・ビン・モハマド退陣。
  - バンドたまが解散。

### 11月
- 11月20日 - アメリカの歌手・マイケル・ジャクソンが性的虐待の容疑で逮捕される。
- 11月23日 - グルジアで政変。エドゥアルド・シェワルナゼ大統領が辞任。（「バラ革命」)
- 11月24日 - コロンビアで2001年2月に誘拐され、コロンビア革命軍が身代金を要求していた日本企業の現地法人副社長が射殺遺体で見つかる（コロンビア邦人副社長誘拐事件）。
- 11月29日 - イラク北部で日本大使館の公用車が襲撃され、日本人外交官2人とイラク人運転手が死亡（イラク日本人外交官射殺事件）。

### 12月
- 12月8日 - 第22回東南アジア競技大会がベトナムハノイで開催。
- 12月12日 - ポール・マーティンがカナダ首相に就任。
- 12月13日 - アメリカ軍がサッダーム・フセインイラク元大統領を拘束。
- 12月19日 - リビアが大量破壊兵器の破棄を表明。
- 12月20日 - 香港MTR西鉄線九広西鉄が通車。
- 12月26日 - イランでバム地震が発生。

### 日付不明
- 「パナマ歴史地区とサモン・ボリーバル」が、パナマ・ビエホとパナマ歴史地区としてユネスコ世界遺産に拡大登録される。

## 経済
- 円対ドル 為替レート
  - 始値 - 1ドル＝119円86銭
  - 最高値 - 1ドル＝121円86銭（3月??日）
  - 最低値 - 1ドル＝106円63銭（12月??日）
  - 終値 - 1ドル＝107円5銭

## 天候・天災・観測等

### 天候・天災
- ヨーロッパで熱波。フランスとアイルランドでは高齢者を中心に3万人以上の死者。
- 9月19日 - 大型ハリケーン・イザベルが米国のノースカロライナ州に上陸。

### 天文現象
- 8月27日 - 火星大接近。
- 11月23日 - 南極大陸で皆既日食を観測。

## 芸術・文化・ファッション

### 映画
- エレファント
- オールド・ボーイ
- キル・ビル Vol.1
- 殺人の追憶
- スクール・オブ・ロック
- ターミネーター3
- 父、帰る
- ドッグヴィル
- パイレーツ・オブ・カリビアン/呪われた海賊たち
- ビッグ・フィッシュ
- ファインディング・ニモ
- ベルヴィル・ランデブー
- マッハ!!!!!!!!
- マトリックス リローデッド
- マトリックス レボリューションズ
- ミスティック・リバー
- ラスト サムライ
- ラブ・アクチュアリー
- ロード・オブ・ザ・リング/王の帰還
- ロスト・イン・トランスレーション
- 劇場版ポケットモンスター アドバンスジェネレーション 七夜の願い星 ジラーチ

### 音楽
- 4月29日、米国でiTunes Music Storeがスタート。音楽のダウンロード販売サービスとして大成功を収める。

### ゲーム
- 代表作にFFシリーズを持つスクウェアと同じくドラクエシリーズを持つエニックスが4月1日付けで合併し、スクウェア・エニックスとなる。

### 世相
- アメリカ主導によるイラク戦争でそれを支持するイギリスや日本、オーストラリアなどと、反対するフランスやドイツ、ロシアなどで世界の大国が二分化した。

## 誕生

### 1月
- 1月3日 - グレタ・トゥーンベリ、環境活動家
- 1月4日 - ジェイデン・マーテル、俳優
- 1月12日 - 本郷柚巴、グラビアアイドル、タレント、元アイドル（元NMB48）
- 1月17日 - 有加里ののか、AV女優
- 1月19日 - 佐竹桃華、女優
- 1月20日 - 井手上漠、タレント、モデル
- 1月23日 - 愛宝すず、AV女優
- 1月25日 - 酒井唯菜、女優、タレント、モデル

### 2月
- 2月1日 - 金丸夢斗、プロ野球選手（中日ドラゴンズ）
- 2月1日 - 野村実代、タレント、アイドル (SKE48)
- 2月5日 - Kōki,、モデル、女優、作曲家
- 2月5日 - 水沢林太郎、モデル、俳優
- 2月5日 - 宮﨑小雪、キックボクサー
- 2月11日 - 小堀柊、アイドル (OCTPATH)
- 2月12日 - 荻原詠理、カーリング選手
- 2月12日 - カマラみゆアイダ、歌手 (Little Glee Monster)
- 2月15日 - 加藤結李愛、女流将棋棋士
- 2月15日 - 響野こひめ、女優、元アイドル (PiXMiX)
- 2月17日 - 伊藤壮吾、タレント、ダンサー (SUPER★DRAGON)
- 2月17日 - 中嶋優月、タレント、アイドル（櫻坂46）
- 2月18日 - すず、YouTuber（すずしょうと）
- 2月20日 - オリヴィア・ロドリゴ、女優、歌手
- 2月21日 - 岩田陽菜、タレント、アイドル (STU48)
- 2月24日 - 沢口愛華、グラビアアイドル
- 2月27日 - 武田智加、タレント、アイドル (HKT48)

### 3月
- 3月2日 - キム・ダヨン、アイドル、モデル (Kep1er)
- 3月3日 - 斎藤愛莉、女優
- 3月3日 - 柴田柚菜、アイドル、女優、元子役（乃木坂46）
- 3月4日 - 小山璃奈、ファッションモデル、元アイドル（マジカル・パンチライン）
- 3月7日 - 内村颯太、ジュニア（旧ジャニーズJr.）（少年忍者）
- 3月8日 - 芦川うらら、体操競技選手
- 3月10日 - 吉田美月喜、女優、モデル
- 3月11日 - 門脇美優菜、元アイドル、モデル (STU48)
- 3月12日 - ソン・ドヒョン、プロアイスホッケー選手
- 3月17日 - 中西アルノ、アイドル（乃木坂46）
- 3月28日 - 石川翔鈴、モデル、女優、インフルエンサー、YouTuber
- 3月28日 - 佐久良咲希、AV女優
- 3月31日 - 根本悠楓、プロ野球選手（北海道日本ハムファイターズ）

### 4月
- 4月2日 - 小浜桃奈、モデル、コメンテーター、TikToker、女性向けファッション誌編集長
- 4月4日 - 黒坂莉那、モデル
- 4月5日 - 石田隼都、プロ野球選手（読売ジャイアンツ）
- 4月6日 - 森田愛生、アイドル、女優（FAVO♡、いちごみるく色に染まりたい。)
- 4月9日 - 小澤愛実、アイドル（元ラストアイドル、≒JOY）
- 4月9日 - 小園健太、プロ野球選手（横浜DeNAベイスターズ）
- 4月9日 - 結城りな、アイドル (ukka)
- 4月10日 - 国本梨紗、モデル
- 4月17日 - 川﨑桜、アイドル（乃木坂46）
- 4月17日 - 森木大智、プロ野球選手（阪神タイガース）
- 4月18日 - 桜井美里、元アイドル (ukka)
- 4月18日 - 鶴屋美咲、アイドル (Girls²)
- 4月19日 - 西村拓哉、ジュニア（旧ジャニーズJr）（Lil かんさい）
- 4月19日 - 早河ルカ、モデル
- 4月19日 - 山岡愛姫、タレント、女優、元プロレスラー
- 4月23日 - 三阪咲、シンガーソングライター
- 4月24日 - 星いぶき、女子プロレスラー
- 4月25日 - 福島蓮、プロ野球選手（北海道日本ハムファイターズ）
- 4月26日 - 岩崎春果、アイドル、モデル（mignon、元原宿駅前パーティーズふわふわ）
- 4月27日 - 宇咲、アイドル（＃ババババンビ）
- 4月29日 - 秋山正雲、プロ野球選手（千葉ロッテマリーンズ）
- 4月29日 - 沖玲萌、タレント（フジコーズ）
- 4月29日 - 加藤晴空、プロ野球選手（福岡ソフトバンクホークス）
- 4月29日 - 鎌田彩樺、アイドル (SUPER☆GiRLS)
- 4月30日 - 小森航大郎、プロ野球選手（東京ヤクルトスワローズ）
- 4月30日 - 松木玖生、サッカー選手（FC東京）

### 5月
- 5月1日 - 川﨑春花、プロゴルファー
- 5月2日 - 相川くるみ、女優、元アイドル (FAVO♡)
- 5月3日 - ヴァサイェガ渉、ジュニア（旧ジャニーズJr.、少年忍者)
- 5月3日 - 畔柳亨丞、プロ野球選手（北海道日本ハムファイターズ）
- 5月4日 - 鈴木優愛、グラビアアイドル、タレント
- 5月5日 - 鍵山優真、フィギュアスケート選手
- 5月8日 - 尾木波菜、アイドル (≠ME)
- 5月9日 - 奥村梨穂、グラビアアイドル
- 5月14日 - 泉舞子、グラビアアイドル
- 5月16日 - エマ・バーンズ、歌手 (821)、女優、ファッションモデル
- 5月16日 - 黒嵜菜々子、アイドル、モデル (Peel the Apple)
- 5月18日 - 前川右京、プロ野球選手（阪神タイガース）
- 5月19日 - 菱川花菜、声優
- 5月20日 - 山下葉留花、アイドル（日向坂46）
- 5月24日 - 一ノ瀬美空、アイドル（乃木坂46）
- 5月26日 - 増田彩乃、モデル、アイドル (CUTIE STREET)
- 5月28日 - 遠藤史人、俳優
- 5月28日 - 大津綾也、プロ野球選手（読売ジャイアンツ）
- 5月28日 - 咲田ゆな、タレント、グラビアアイドル
- 5月30日 - 藤川らるむ、モデル、映画評論家

### 6月
- 6月1日 - 新倉愛海、アイドル（アップアップガールズ（2））
- 6月1日 - 松谷綺、キックボクサー
- 6月1日 - 三木つばき、スノーボード選手
- 6月2日 - 池田彪馬、俳優、歌手 (SUPER★DRAGON)
- 6月2日 - 望月慎太郎、テニス選手
- 6月3日 - 大白桃子、アイドル、グラビアアイドル
- 6月7日 - 西田汐里、アイドル（BEYOOOOONDS）
- 6月8日 - 今井陽菜、タレント（フジコーズ）
- 6月9日 - 込江海翔、俳優
- 6月11日 - 加部亜門、俳優
- 6月14日 - 染谷莉亜奈、モデル
- 6月14日 - 中村守里、女優、元アイドル（ラストアイドル）
- 6月14日 - 味谷大誠、プロ野球選手（中日ドラゴンズ）
- 6月15日 - 谷川亜華葉、競泳選手
- 6月16日 - 尾関彩美悠、プロゴルファー
- 6月17日 - 広本瑠璃、アイドル (OCHA NORMA)
- 6月24日 - 石川古都、女優、元アイドル (FAVO♡)
- 6月24日 - 阪口樂、プロ野球選手（北海道日本ハムファイターズ）
- 6月24日 - ソヌ、アイドル (ENHYPEN)
- 6月24日 - 多田成美、女優、ファッションモデル
- 6月25日 - 花田侑樹、プロ野球選手（読売ジャイアンツ）
- 6月27日 - 張本智和、卓球選手
- 6月27日 - ラウール、アイドル、俳優 (Snow Man)
- 6月28日 - 新居歩美、アイドル（ドラマチックレコード）
- 6月28日 - 橋本桃呼、アイドル（高嶺のなでしこ）
- 6月29日 - ジュード・ベリンガム、サッカーイングランド代表

### 7月
- 7月1日 - ペイトン尚未、声優
- 7月5日 - 加藤乃愛、Tiktoker
- 7月6日 - 齊藤なぎさ、女優、モデル、元アイドル、 (=LOVE)
- 7月8日 - 琴栄峰央起、大相撲力士
- 7月8日 - 吉澤悠華、アイドル（マジカル・パンチライン）
- 7月10日 - 里仲菜月、アイドル (Task have Fun)
- 7月10日 - 堀川桃香、スピードスケート選手
- 7月13日 - 柏木こなつ、AV女優
- 7月13日 - ワイアット・オレフ、俳優
- 7月16日 - 隅野和奏、アイドル、モデル (NMB48)
- 7月16日 - 古川陽介、サッカー選手（ジュビロ磐田）
- 7月18日 - 牧浦乙葵、女優、元アイドル (PiXMiX)
- 7月20日 - 新谷ゆづみ、女優、元アイドル（さくら学院、Ciào Smiles）
- 7月21日 - 加藤洸稀、プロ野球選手（福岡ソフトバンクホークス）
- 7月21日 - 松村キサラ、モデル、女優
- 7月21日 - RUANN、シンガーソングライター
- 7月24日 - 北村來嶺彩、歌手
- 7月24日 - 小谷皐月、モデル
- 7月25日 - 庵原涼香、女優
- 7月25日 - 栁田大輝、陸上競技選手
- 7月26日 - 水野遥香、グラビアアイドル
- 7月28日 - 小出夏花、歌手
- 7月30日 - 河西結心、アイドル（つばきファクトリー）
- 7月31日 - 平尾帆夏、アイドル（日向坂46）
- 7月31日 - 松本来夢、女優

### 8月
- 8月1日 - 江口紗耶、アイドル (BEYOOOOONDS)
- 8月1日 - 清宮レイ、女優、元アイドル（元乃木坂46）
- 8月3日 - 嶋﨑斗亜、タレント、俳優、歌手（旧ジャニーズJr.）（Lil かんさい）
- 8月4日 - 野原未蘭、女流将棋棋士
- 8月5日 - 飯沼愛、女優、モデル
- 8月7日 - 梅山恋和、元アイドル、モデル（元NMB48）
- 8月9日 - 信濃宙花、アイドル (STU48)
- 8月9日 - 中村一葉、アイドル、モデル (LE SSERAFIM)
- 8月13日 - 金子みゆ、元アイドル、インフルエンサー（元LinQ）
- 8月13日 - タン・ジュンサン、俳優
- 8月13日 - 若山耀人、俳優
- 8月15日 - 住吉りをん、フィギュアスケート選手
- 8月17日 - 大河原翔、プロ野球選手（東北楽天ゴールデンイーグルス）
- 8月17日 - 中野伸哉、サッカー選手（ガンバ大阪）
- 8月17日 - 緑川希星、タレント、レースクイーン
- 8月18日 - マックス・チャールズ、子役
- 8月19日 - 増田來亜、女優、歌手、ダンサー (Girls²)
- 8月19日 - 田原遥菜
- 8月20日 - ガブリエル・ド・ベルジック、ベルギー王国の王族
- 8月22日 - 伯桜鵬哲也、大相撲力士
- 8月24日 - 池田陵真、プロ野球選手（オリックス・バファローズ）
- 8月25日 - 田村俊介、プロ野球選手（広島東洋カープ）
- 8月26日 - 原菜乃華、女優、モデル
- 8月28日 - クヮヴェンジャネ・ウォレス、子役

### 9月
- 9月1日 - アン・ユジン、アイドル（IVE、元IZ*ONE）
- 9月3日 - ジャック・ディラン・グレイザー、俳優
- 9月4日 - 青木勇貴斗、スケートボード選手
- 9月4日 - 山本姫香、グラビアアイドル、ファッションモデル
- 9月6日 - 夏目ここな、声優
- 9月6日 - 吉田唄菜、フィギュアスケート選手
- 9月8日 - 代木大和、プロ野球選手（読売ジャイアンツ）
- 9月10日 - 石川雷蔵、俳優
- 9月12日 - 木村大成、プロ野球選手（福岡ソフトバンクホークス）
- 9月14日 - 今村麻莉愛、アイドル (HKT48)
- 9月16日 - 最上真凪、アイドル（夢みるアドレセンス）
- 9月17日 - 森秋彩、フリークライマー
- 9月19日 - 八木栞、アイドル（つばきファクトリー）
- 9月25日 - 豊島心桜、タレント、女優、グラビアアイドル
- 9月27日 - 髙橋未来虹、アイドル（日向坂46）

### 10月
- 10月2日 - 林瑠奈、アイドル、女優（乃木坂46）
- 10月2日 - 檜山光成、ジュニア（旧ジャニーズJr.）（少年忍者）
- 10月3日 - 窪塚愛流、俳優
- 10月5日 - 藤原大祐、俳優
- 10月6日 - 大辻理紀、大相撲力士
- 10月6日 - 片岡凜、女優
- 10月9日 - 雨宮凜々子、タレント（フジコーズ）
- 10月11日 - 石黒友月、アイドル、歌手 (SKE48)
- 10月11日 - 風間球打、プロ野球選手（福岡ソフトバンクホークス）
- 10月11日 - 星月梨杏、タレント
- 10月17日 - 鈴木るりか、小説家
- 10月18日 - 中西花、フリーアナウンサー、タレント
- 10月18日 - 屋敷優成、サッカー選手（大分トリニータ）
- 10月20日 - 松川虎生、プロ野球選手（千葉ロッテマリーンズ）
- 10月22日 - 相川暖花、アイドル (SKE48)
- 10月22日 - 笠原桃奈、アイドル（ME:I、元アンジュルム）
- 10月22日 - 福留光帆、タレント、元アイドル（元AKB48）
- 10月23日 - 井本彩花、女優
- 10月24日 - 伊藤優絵瑠、アイドル (HKT48)
- 10月24日 - 中井卓大、サッカー選手（スペイン、SDアモレビエタ）
- 10月27日 - 千葉恵里、アイドル、モデル、YouTuber (AKB48)
- 10月28日 - 田原遥菜

### 11月
- 11月1日 - ピンクレディ、アイドル（りんご娘）
- 11月2日 - 市川優月、アイドル（AMEFURASSHI）
- 11月2日 - 竹山日向、プロ野球選手（東京ヤクルトスワローズ）
- 11月4日 - 麻生真彩、元アイドル（さくら学院）
- 11月5日 - 深沢鳳介、プロ野球選手（横浜DeNAベイスターズ）
- 11月5日 - 山田なる、アイドル（GANG PARADE、ナルハワールド）
- 11月5日 - 宮津航一、「ふるさと元気子ども食堂」代表
- 11月6日 - 星谷美来、アイドル（高嶺のなでしこ）
- 11月6日 - 山崎琢磨、プロ野球選手（福岡ソフトバンクホークス）
- 11月7日 - シニュ、アイドル (TWS)
- 11月8日 - ルイーズ・ウィンザー、イギリスの王族
- 11月10日 - 浅井裕華、アイドル (SKE48)
- 11月11日 - 藤波朱理、レスリング選手
- 11月12日 - 水島美結、アイドル (AKB48)
- 11月13日 - マユカ（小合麻由佳）、アイドル、モデル (NiziU)
- 11月18日 - 小高サラ、女優、元アイドル（ときめき♡宣伝部）
- 11月19日 - 竹内月音、アイドル（ナナランド、元ザ・コインロッカーズ）
- 11月19日 - 前田銀治、プロ野球選手（東北楽天ゴールデンイーグルス）
- 11月21日 - 猪子れいあ、グラビアアイドル、元アイドル（ラストアイドル）
- 11月28日 - 甲斐心愛、アイドル (KLP48)

### 12月
- 12月1日 - 日髙麻鈴、女優、元アイドル（さくら学院）
- 12月1日 - 星野真生、プロ野球選手（中日ドラゴンズ）
- 12月6日 - 川名凜、歌手、アイドル（アンジュルム）
- 12月7日 - カタリナ＝アマリア・ファン・オラニエ＝ナッサウ、オランダの王族
- 12月8日 - AKARI、キックボクサー
- 12月8日 - さわりさ、シンガーソングライター、元アイドル（元Lily of the valley）
- 12月8日 - 宮田くるみ、アイドル（iSPY、元Ciào Smiles/キャンディzoo）
- 12月10日 - 川又優菜、アイドル、モデル (STU48)
- 12月12日 - 田口愛佳、アイドル、女優 (AKB48)
- 12月16日 - 上原あまね、女優、元アイドル（元PiXMiX）
- 12月17日 - 岡本姫奈、アイドル（乃木坂46）
- 12月23日 - 有澤一華、アイドル (Juice=Juice)
- 12月23日 - 篠塚大登、卓球選手
- 12月23日 - 早瀬ノエル、アイドル (FRUITS ZIPPER)
- 12月24日 - 田鍋梨々花、モデル、女優
- 12月25日 - 城月菜央、アイドル（高嶺のなでしこ）
- 12月25日 - 立花明音、タレント、元アイドル（ザ・コインロッカーズ）
- 12月25日 - 羽田慎之介、プロ野球選手（埼玉西武ライオンズ）
- 12月28日 - 鈴木恋奈、アイドル (SKE48)

### 人物以外
- 4月7日 - 鉄腕アトム、ロボット
- 10月10日 - カイくん、タレント犬

## ノーベル賞
- 物理学賞 - アレクセイ・アブリコソフ、ヴィタリー・ギンツブルク、アンソニー・レゲット
- 化学賞 - ピーター・アグレ、ロデリック・マキノン
- 生理学・医学賞 - ポール・ラウターバー、ピーター・マンスフィールド
- 文学賞 - ジョン・クッツェー
- 平和賞 - シーリーン・エバーディー
- 経済学賞 - ロバート・エングル、クライヴ・グレンジャー